# 片山美佐子
片山美佐子（日语：／ Katayama Misako，1944年4月11日—），日本女子标枪运动员。她曾获得1966年亚洲运动会女子标枪金牌。她也曾参加1964年夏季奥林匹克运动会，获得第11名。